# Youcheng (sockenhuvudort i Kina, Jiangxi Sheng, lat 29,24, long 116,83)
Youcheng är en sockenhuvudort i Kina. Den ligger i provinsen Jiangxi, i den sydöstra delen av landet, omkring 110 kilometer nordost om provinshuvudstaden Nanchang. Antalet invånare är 46 248. Befolkningen består av 22 195 kvinnor och 24 053 män. Barn under 15 år utgör 23,0 %, vuxna 15-64 år 68 %, och äldre över 65 år 7,0 %.
Runt Youcheng är det ganska tätbefolkat, med 248 invånare per kvadratkilometer. Närmaste större samhälle är Guxiandu, 17,8 km söder om Youcheng. Trakten runt Youcheng består till största delen av jordbruksmark.
Genomsnittlig årsnederbörd är 2 232 millimeter. Den regnigaste månaden är juni, med i genomsnitt 350 mm nederbörd, och den torraste är oktober, med 55 mm nederbörd.